# 马克斯·布拉格
马克斯·布拉格（英語：Marques Bragg，1970年3月24日—），美国NBA联盟前职业篮球运动员。